# Стърнс (окръг, Минесота)
Окръг Стърнс (на английски: Stearns County) е окръг в щата Минесота, Съединени американски щати. Площта му е 3600 km², а населението - 133 166 души (2000). Административен център е град Сейнт Клауд.